# جان گلل
جان گلل (انگلیسی: John Glélé؛ زادهٔ ۱۹ فوریهٔ ۱۹۸۶) بازیکن فوتبال اهل بنین است که در پست مدافع بازی می‌کند.
از باشگاه‌هایی که در آن بازی کرده‌است می‌توان به باشگاه فوتبال گنگام، باشگاه ورزشی آمیان، و باشگاه فوتبال آریس لیماسول اشاره کرد.
وی همچنین در تیم ملی فوتبال بنین بازی کرده‌است.